# Собра (Мали)
Собра је град у Малију, округ Кати, у региону Куликоро.